# جیجه

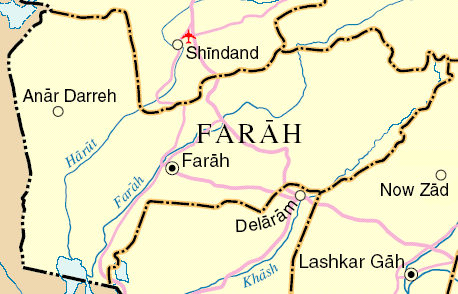

جیجه نام منطقه‌ای است به طرف شمال فراه جزئی از ولسوالی خاک سفید، ولایت فراه که در بین کوه‌ها قرار دارد است. این منطقه به مناطقی با نام‌های ناجو، جیجه، میرآباد، گرگاب، کاریزا، خالو، دخله خرگاوه وغیره.. تقسیم شده‌است. اقوام این منطقه پشتون نورزای هستند. لهجه شان مشابه با مردمان شیندند هرات می‌باشد. دارای زمستان معتدل تابستان گرم و پر از باد که به بادهای ۱۲۰ روزه معروف است وهمچنان داری بهاری دلپذیر می‌باشد. دریای ادرسکن (هاروت) از وسط این قریه‌ها می‌گذرد. این منطقه دارای جنگلی در حدود 20 هکتار است که عموماً درختان گز دارد. کوه‌های این منطقه دارای خنجک و انجیر کوهی فراوان هستند. مردم این منطقه به جنگلات توجه خاصی دارند ولی علی‌رغم آن افزایش نفوس باعث کاهش خارهای کوهی و ترخ کوهی شده و شکارهای نا به هنگام باعث کاهش یا انقراض بعضی از حیوانات وحشی از جمله بز کوهی این منطقه شده‌است.
این منطقه دارای چندین مکتب ذکور و اناث و همچنان یک لیسه عالی ذکور می‌باشد  این منطقه پایگاه خاص مجاهدین در زمان روسها بود و مردم آن در مقابل روس مقاومت کردند.